# Classe Tonnerre
Pour les articles homonymes, voir Tonnerre (homonymie).
La classe Tonnerre est une classe de trois cuirassés garde-côtes à barbettes construits pour la Marine française dans les années 1870.

## Conception
Les trois cuirassés garde-côtes de 1re classe du type Tonnerre sont mis en chantier lors du programme de 1872, en même temps que leurs trois équivalents de 2e classe de classe Tempête. Ces six navires ont une conception identique et ont la même coque, la différence entre les deux classes résidant dans leur vocation : offensive pour la 1re classe, défensive pour la 2e classe. Finalement, chaque arsenal apportant sa touche finale, ces navires seront presque tous différents.

## Unités de la classe
| Nom       | Chantier naval       | Mise en chantier | Lancement      | Armement     | Fin                     |
| --------- | -------------------- | ---------------- | -------------- | ------------ | ----------------------- |
| Tonnerre  | Arsenal de Lorient   | octobre 1873     | septembre 1875 | 1879         | Rayé des listes en 1905 |
| Fulminant | Arsenal de Cherbourg | janvier 1875     | août 1877      | 1882         | Rayé des listes en 1908 |
| Furieux   | Arsenal de Cherbourg | avril 1878       | juillet 1883   | février 1887 | Rayé des listes en 1913 |